# Талакан (аэропорт)
«Талака́н» — аэропорт, обслуживающий Талаканское нефтегазоконденсатное месторождение, построен компанией ПАО «Сургутнефтегаз» в 105 км северо-западнее посёлка Витим в Республике Саха (Якутия).
Является первым аэропортом в России, построенным за счет частных инвестиций (без привлечения бюджетных средств). По итогам строительства сумма капиталовложений составила 15 миллиардов рублей.
23 ноября 2012 года в аэропорту был принят технический рейс, выполненный авиакомпанией «ЮТэйр» на самолёте Ту-154М.

## Технические характеристики
Пропускная способность служебно-пассажирского здания рассчитана на двести пассажиров в час. Имеется склад горюче-смазочных материалов вместимостью шестьсот кубометров для хранения запаса авиатоплива.
Перрон аэродрома рассчитан на пять самолётов — самолётов первого класса (Ту-154, Boeing 737-400) и самолётов типа Ан-24; имеется отдельная вертолётная площадка размером триста метров на десять вертолётов.

## Принимаемые типыВС
Взлётно-посадочная полоса позволяет принимать воздушные суда 2, 3 и 4 классов, в частности самолёты типа Ан-24, Ан-26, Ту-134, Ту-154, Boeing 737, Airbus A320 и более лёгкие, а также вертолёты всех типов.
Классификационное число ВПП (PCN) 51/R/A/W/T.

## Маршрутная сеть
В сентябре 2014 года регулярные рейсы в Иркутск и Сургут выполнялись авиакомпаниями Ангара и Ютэйр.
В 2018 году авиакомпания Ангара ежемесячно выполняла 50 и более рейсов в  Иркутск, Красноярск и Новосибирск. 
В 2023 году рейсы в Красноярск выполняет авиакомпания КрасАвиа.

## Показатели деятельности
| Пассажиропоток: | Пассажиропоток: | Пассажиропоток: | Пассажиропоток: | Пассажиропоток: | Пассажиропоток: | Пассажиропоток: | Пассажиропоток: | Пассажиропоток: | Пассажиропоток: | Пассажиропоток: | Пассажиропоток: | Пассажиропоток: | Пассажиропоток: | Пассажиропоток: | Пассажиропоток: | Пассажиропоток: | Пассажиропоток: | Пассажиропоток: |
| --------------- | --------------- | --------------- | --------------- | --------------- | --------------- | --------------- | --------------- | --------------- | --------------- | --------------- | --------------- | --------------- | --------------- | --------------- | --------------- | --------------- | --------------- | --------------- |
| год             | 2014            | 2015            | 2016            | 2017            | 2018            |                 |                 |                 |                 |                 |                 |                 |                 |                 |                 |                 |                 |                 |
| тыс. пассажиров | 189,5           | 197,1           | 223,4           | 265,5           | 313,7           |                 |                 |                 |                 |                 |                 |                 |                 |                 |                 |                 |                 |                 |
| Источники:      |                 |                 |                 |                 |                 |                 |                 |                 |                 |                 |                 |                 |                 |                 |                 |                 |                 |                 |